# Bucheckeinzel
Bucheckeinzel ist ein Gemeindeteil der Marktes Stammbach im Landkreis Hof (Oberfranken, Bayern). Bucheckeinzel liegt in der Gemarkung Fleisnitz.

## Geografie
Südlich der Einöde grenzt das Fleisnitzer Holz an. Ein Wirtschaftsweg führt die Bundesautobahn 9 überbrückend nach Witzleshofen (1,6 km südlich) bzw. zu einer Gemeindeverbindungsstraße (0,1 km nördlich), die nördlich nach Höflein bzw. westlich nach Tennersreuth verläuft. Bei der Gemeindeverbindungsstraße steht eine Kandelaberfichte, der als Naturdenkmal ausgezeichnet ist. Ein weiterer Wirtschaftsweg führt die A 9 unterquerend zur Bucheckmühle (0,6 km nordöstlich).

## Geschichte
Von 1797 bis 1810 unterstand Bucheckeinzel dem Justiz- und Kammeramt Gefrees. Infolge des Ersten Gemeindeedikts wurde Bucheckeinzel dem 1812 gebildeten Steuerdistrikt Streitau und der zugleich entstandenen Ruralgemeinde Fleisnitz zugewiesen. 1938 erfolgte die Eingemeindung nach Stammbach.

### Einwohnerentwicklung
| Jahr      | 1812  | 1822  | 1861  | 1871   | 1885   | 1900   | 1925   | 1950   | 1961   | 1970   | 1987  |
| Einwohner | *     | 5     | 17    | 12     | 7      | 3      | 4      | 4      | 3      | 3      | 3     |
| Häuser    | *     | 1     |       |        | 2      | 1      | 1      | 1      | 1      |        | 1     |
| Quelle    | [ 6 ] | [ 6 ] | [ 9 ] | [ 10 ] | [ 11 ] | [ 12 ] | [ 13 ] | [ 14 ] | [ 15 ] | [ 16 ] | [ 1 ] |

## Religion
Bucheckeinzel ist evangelisch-lutherisch geprägt und bis heute nach St. Maria (Stammbach) gepfarrt.